# Koos Snel
Koos Snel (1955) is een Nederlands voormalig korfballer. Met Allen Weerbaar won hij drie Nederlandse zaaltitels. Daarnaast was Snel een speler van het Nederlands korfbalteam.
Koos Snel is de vader van Mick Snel en Jim Snel, beide korfballers op het hoogste niveau.

## Carrière
Snel debuteerde in 1975 in de hoofdmacht van Allen Weerbaar. Op dat moment speelde de ploeg in de zaal op het hoogste niveau, de Hoofdklasse. Op het veld speelde het nog 1 niveau daaronder.
In seizoen 1975-1976 promoveerde Allen Weerbaar op het veld ook naar de Hoofdklasse, waardoor het vanaf 1976-1977 in beide competities uit kwam op het hoogste niveau.
In seizoen 1976-1977 kwam het eerste grote succes van de club. Onder leiding van trainers/coaches Cees van Lunteren en Wim Asman eindigde Allen Weerbaar in de zaalcompetitie op de 1e plek in de Hoofdklasse B. Het was gemeen spannend in die poule, want waar AW 20 punten had, stonden PKC en Die Haghe op respectievelijk 19 en 18 punten. De tegenstander in de zaalfinale was LUTO, waardoor de finale een Amsterdams onderonsje werd. Allen Weerbaar had een wat jongere ploeg dan de tegenstander met spelers zoals Loek van den Boog en Arend van Orsel.

### De jaren '80
In de jaren '80 schommelde Allen Weerbaar tussen succes en dieptepunten.
In seizoen 1980-1981 werd AW onder coach Wim Wink in de zaal 1e in de Hoofdklasse B met een sterke 24 punten. De kampioen van de Hoofdklasse A was Deetos met 2 punten minder. Hierdoor ging Allen Weerbaar de zaalfinale in als lichte favoriet.
In de finale, die het afscheid betekende van AW icoon Arie van den Boog, werd het 10-9 in het voordeel van Allen Weerbaar. Snel scoorde eenmaal.
In het seizoen erna, 1981-1982 kon Allen Weerbaar hun zaaltitel niet verdedigen, het werd namelijk 5e in de Hoofdklasse B waardoor het ruimschoots de finale mis liep.
In seizoen 1983-1984 voelde de club zowel succes als een dieptepunt. In de zaal werd de ploeg 1e in de Hoofdklasse A met 23 punten. In de finale trof AW, onder leiding van de teruggekeerde coach Cees van Lunteren het Delftse Fortuna dat met 24 punten 1e was geworden in de Hoofdklasse B, waar het stukken spannender werd in de poule. In de zaalfinale van 1984 eiste Snel een hoofdrol op voor zichzelf door zes van de twaalf Amsterdamse goals te maken, waaronder de laatste en beslissende goal op 12-11. Zelf was Snel ook verbaasd over zijn grote aandeel in het scoreverloop, aangezien hij meer bekend stond om zijn verdedigende kwaliteiten. Juist in de verdediging stond Snel gekoppeld aan Hans Heemskerk, de beste aanvaller van Fortuna. Snel won de zaaltitel, maar de prijs van Beste Korfballer van het Jaar ging alsnog naar Heemskerk.
Iets later, in de veldcompetitie ging het mis voor AW dat net de nieuwe zaalkampioen van Nederland was geworden. De ploeg verzamelde slechts zeven punten uit achttien wedstrijden en eindigde hiermee op de laatste plaats in de Hoofdklasse Veld. Hierdoor was directe degradatie een feit.
De velddegradatie duurde niet lang, want na een seizoen promoveerde Allen Weerbaar weer terug in de Hoofdklasse Veld. Echter ging het in de zaal mis in 1985. Toen degradeerde AW in de zaal omdat het net aan twaalf punten wist te verzamelen.
Zodoende speelde de ploeg in 1985-1986 op het veld weer in de Hoofdklasse, maar in de zaal niet. Daarnaast besloot AW icoon Bram van der Zee in 1986 te verruilen van club om bij Oost-Arnhem te gaan spelen.
In de jaren hierna volgden verschillende degradaties en promoties voor Allen Weerbaar, echter tot een finaleplek kwam het niet meer.
Snel nam afscheid van topkorfbal in 1991, op 35-jarige leeftijd.

## Erelijst
- Nederlands kampioen zaalkorfbal , 3x (1977, 1981, 1984)

## Oranje
Snel werd in 1978 geselecteerd voor het Nederlands korfbalteam. Hij speelde in totaal 23 officiële interlands voor Oranje, waarvan negen op het veld en veertien in de zaal.
Snel won onder andere een gouden plak op het WK van 1984, waar hij tevens ook aanvoerder van het team was.

## Na spelerscarrière
Koos Snel bleef na zijn carrière als speler actief binnen Allen Weerbaar, dat in 1996 fuseerde met DTV, waardoor de club door het leven ging als AW.DTV. Snel  bekleedt onder andere de functie van vice voorzitter van de club en aanspreekpunt voor het topsportbeleid. Daarnaast is Snel ook coach van jeugdteams, waaronder de B1 jeugd die in 2008 kampioen van Nederland werd.